# La Matraca
La Matraca fue una publicación periódica de carácter satírico político que se editó en Uruguay en el año 1832, en la ciudad de Montevideo, llegando a publicar ocho números y uno adicional de despedida. Se presentaba como Papel crítico que no es periódico y anunciaba que salía sin día fijo.
Llevaba como remate del cabezal la expresión ¡Ah, mirá que bonito!

## Origen
Hizo su aparición pública el 1 de marzo de 1832, en el agitado escenario del recién conformado Estado Oriental del Uruguay, a dos años de jurada su primera Constitución y en la antesala de un prolongado periplo de guerras civiles, donde empezaban a perfilarse los dos partidos que protagonizarían la escena política por más de un siglo. Fueron sus editores Melchor Pacheco y Obes, Bernabé Guerrero Torres y Julián Álvarez, con influyentes colaboradores como Lucas Obes, Santiago Vázquez e Isidoro de María, todos ellos de fuerte arraigo político y que en adelante ocuparían puestos destacados en los sucesivos gobiernos del Partido Colorado.

## Prédica y estilo
Tuvo una motivación claramente partidaria e inmediatista, buscando socavar, a través de la burla ingeniosa y agresiva, las posiciones de los grupos opositores al flamante primer gobierno constitucional del presidente Fructuoso Rivera, a quien eran afines los editores. Motes como "Don Bobo", "Juan Bolas", "Chupaguindas", "Cagarruta", "Lagrimita", "Peluquín", "Peceta"  eran endosados a los personajes más destacados del entorno de Juan Francisco Giró (luego integrante del Partido Blanco y que sería electo presidente en 1852), para quienes no ahorraban burlas tanto en verso como en prosa. La respuesta a esas injuriosas diatribas era casi inmediata y en tono similar, a través del periódico La Diablada, creado a esos efectos por el círculo afín a los políticos denostados, que ya contaba además con otra publicación de carácter más formal llamada El Recopilador.
Parodiando poemas conocidos, canciones populares o sátiras carnavalescas, aludían a episodios del momento o del pasado reciente con que pretendían ridiculizar a sus rivales políticos. Denunciaban también, publicando documentos incriminatorios, su supuesta complicidad con el régimen portugués que había ocupado la provincia en 1817.

## Cierre de la publicación
La virulencia creciente de estos intercambios periodísticos llegó a causar preocupación incluso al presidente Rivera, temeroso de que pudiera derivar en enfrentamientos que rompieran el frágil equilibrio político. Finalmente una resolución de las Cámaras, llamando la atención a los responsables de las publicaciones sobre esta situación, y una invitación pública del gobierno a debatir con respeto, motivaron el cierre voluntario de ambos periódicos, circunstancia que se señala además en el propio número de despedida de la publicación. 

## Acceso al material
En el sitio Publicaciones Periódicas del Uruguay Archivado el 6 de mayo de 2015 en Wayback Machine. se puede acceder a la totalidad de los números publicados de La Matraca.